# З'їзд КПРС
З'їзд КПРС (Комуністичної Партії Радянського Союзу) — це, згідно з її Статутом, вищий орган керівництва партією, що регулярно скликається для зборів її делегатів.
Формально першим з'їздом вважалося зібрання представників марксистських груп різних місцевостей Російської імперії 1898 року у Мінську. На ньому було прийнято рішення про створення партії, що отримала назву Російська соціал-демократична робітнича партія.
Останній з'їзд відбувся 1990 року у Москві, за рік до розпаду СРСР). Всього їх було 28.
| З'їзд        | Дата                                                          | Головні події |
| ------------ | ------------------------------------------------------------- | --- |
| I з'їзд      | 1 — 3(13-15) березня 1898 року Мінськ                         | Засновується Російська соціал-демократична робітнича партія (РСДРП).                                                                                            |
| II з'їзд     | 17(30) липня — (10)23 серпня 1903 року Брюссель і Лондон      | РСДРП розпадається на два блоки: більшовиків та меншовиків. Приймає Першу програму партії.                                                                      |
| III з'їзд    | 12 — 27 квітня (25 квітня — 10 травня) 1905 Лондон            | Виявився об'єднавчим для більшовицького блоку. |
| IV з'їзд     | 10 — 25 квітня(23 квітня — 8 травня) 1906 року Стокгольм      | Російські соціал-демократи об'єднуються в одну партію, проте блоки більшовиків і меншовиків продовжують діяти окремо.                                           |
| V з'їзд      | 30 квітня — 19 травня (13 травня — 1 червня) 1907 року Лондон | Більшовики постають консолідованою об'єднаною суспільно-політичною силою                                                                                        |
| VI з'їзд     | 26 липня — 3 серпня (8-16 серпня) 1917 року Петроград         | Напівлегальний з'їзд. Більшовики відкидають меншовицькі помірковані пропозиції та виступають за всеохопну соціалістичну революцію.                              |
| VII з'їзд    | 6 — 8 березня 1918 року Москва                                | РСДРП(б) офіційно перейменовується у Російську комуністичну партію РКП(б)                                                                                       |
| VIII з'їзд   | 18 — 23 березня 1919 року Москва                              | З'їзд приймає Другу програму партії. |
| IX з'їзд     | 29 березня — 5 квітня 1920 року Москва                        | |
| X з'їзд      | 8 — 16 березня 1921 року Москва                               | Меншовицькі угрупування, що раніше були виключені з партії проводять контреволюційну діяльність супроти більшовицьких сил.                                      |
| XI з'їзд     | 27 березня — 2 квітня 1922 року Москва                        | |
| XII з'їзд    | 17 — 25 квітня 1923 року Москва                               | |
| XIII з'їзд   | 23 — 31 травня 1924 року Москва                               | Перший з'їзд після смерті Леніна |
| XIV з'їзд    | 18 — 31 грудня 1925 року Москва                               | Російська комуністична партія пертворюється у Всеросійську комуністичну партію ВКП(б)                                                                           |
| XV з'їзд     | 2 — 19 грудня 1927 року Москва                                | Сталінські прибічники об'єднуються, та виключають із партії «троцкістів».                                                                                       |
| XVI з'їзд    | 26 червня — 13 липня 1930 року Москва                         | |
| XVII з'їзд   | 26 січня — 10 лютого 1934 року Москва                         | Кірова обирають до Політбюро партії. За Сталіна проголосувала меншість.                                                                                         |
| XVIII з'їзд  | 10 — 21 березня 1939 року Москва                              | Перший З'їзд після Великого терору |
| XIX з'їзд    | 5 — 14 жовтня 1952 року Москва                                | Партія перетворюється у Комуністичну партію Радянського Союзу (КПРС).                                                                                           |
| XX з'їзд     | 14 — 25 лютого 1956 року Москва                               | Микита Хрущов розвіює культ постаті Сталіна. |
| XXI з'їзд    | 27 січня — 5 лютого 1959 року Москва                          | Хрущов закріплює свої позиції у владі. Починає антирелігійну кампанію.                                                                                          |
| XXII з'їзд   | 17 — 31 жовтня 1961 року Москва                               | Приймається Третя програма Партії. |
| XXIII з'їзд  | 29 березня — 8 квітня 1966 року Москва                        | Перший З'їзд із Леонідом Брежнєвим на чолі Центрального Комітету Комуністичної партії (ЦК КПРС).                                                                |
| XXIV з'їзд   | 30 березень — 9 квітня 1971 року Москва                       | |
| XXV з'їзд    | 24 лютого — 5 березня 1976 року Москва                        | Проголошення розвинутого соціалізму. |
| XXVI з'їзд   | 23 лютого — 3 березня 1981 року Москва                        | Останній З'їзд Брежнєва. |
| XXVII з'їзд  | 25 лютого — 6 березня 1986 року Москва                        | Михайло Горбачов займає посаду Генерального Секретаря Партії та стає першим президентом Радянського Союзу. Приймається Четверта програма партії.                |
| XXVIII з'їзд | 2 — 13 липня 1990 року Москва                                 | Реформування суспільно-політичного життя та ґрунтовні зміни всередині Партії, призводять до того, що КПРС втрачає монопольність своєї раніше необмеженої влади. |